# Terrier inglés blanco

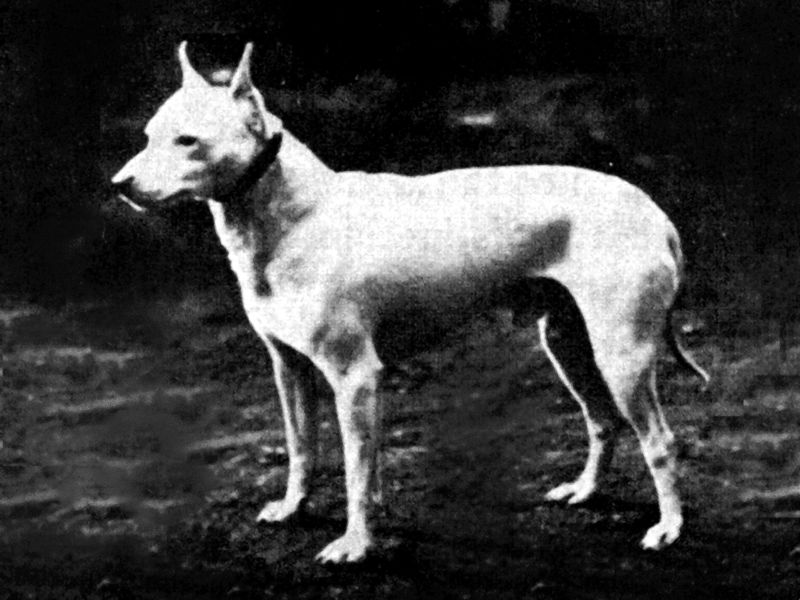
English white terrier (1890)

El Terrier inglés blanco (también conocido como English white terrier y Old English terrier) es una raza canina ya extinta.

## Apariencia
Extraído del libro "Modern Dogs" de Rawdon Lee Briggs (1894):  
- MANTO: cerrado, pelo duro, corto y lustroso
- COLOR: blanco puro, cualquier marca de color lo descalificaba
- CONDICIÓN: piel y músculos duros y firmes
- PESO: de 5,5 a 10 kg

## Silvio
Alfred Benjamin fue el dueño de un ejemplar macho de Old English terrier, de nombre 'Silvio', nacido en 1876 y al que se considera primer ejemplar de la raza. Entre 1877 y 1878, Silvio ganó varios concursos en Bath, Darlington y Wolverhampton.

## Lecturas
- Burns, Patrick. "American Working Terriers". 2005. ISBN 1-4116-6082-X
- Lee, Rawdon. A History and Description of the Modern Dogs of Great Britain and Ireland (The Terriers)".  1894.  ISBN 140217649X
- Leighton, R. Dogs and All About Them, Chapter XXIX.
- Shaw, Vero. (1879). The Classic Encyclopedia of the Dog, Chapter XIV. Cassell.

- Datos: Q38172
- Multimedia: Old White English Terrier / Q38172